# 킹즈포트 메츠
킹즈포트 메츠(Kingsport Mets)는 미국 테네시주 킹즈포트를 연고지로 했던 마이너 리그 베이스볼 팀이다. 가장 최근에는 애팔리치안 리그에 속해 있었으며, 뉴욕 메츠의 루키 팜 팀이었다.
1921년 창단되었으며, 1963년부터 지금까지 루키 팀으로 이어졌다. 과거에는 브루클린 다저스, 워싱턴 세너터스, 시카고 화이트삭스, 뉴욕 자이언츠, 볼티모어 오리올스, 피츠버그 파이리츠, 캔자스시티 로열스, 애틀랜타 브레이브스 산하에 있었다.